# Naïm Matoug
Naïm Matoug (Grubbenvorst, 12 april 2003) is een Nederlandse voetballer van Nederlands/Algerijnse afkomst die bij voorkeur inzetbaar is als aanvallende middenvelder.

## Carrière
Naïm Matoug speelde in de jeugd van Sparta '18 en VVV-Venlo. In 2018 maakte de talentvolle jeugdinternational de overstap naar de jeugdopleiding van PSV, waar hij in 2019 een contract tot medio 2022 tekende. Matoug debuteerde in het betaald voetbal voor Jong PSV op 6 november 2020, tijdens een met 1-2 gewonnen uitwedstrijd tegen FC Den Bosch. Hij kwam in de 81e minuut in het veld voor Koen Oostenbrink. Jong PSV speelde in die wedstrijd noodgedwongen met een aantal jeugdspelers, waaronder Matoug, omdat er maar liefst achttien spelers afwezig waren, waarvan twaalf vanwege een coronabesmetting.
In juli 2021 verkaste hij naar Willem II, waar hij aansloot bij de Onder 21. Hij tekende er een eenjarig contract dat in 2022 met nog een seizoen werd verlengd. In 2023 zette hij voor de derde keer zijn handtekening onder een eenjarig contract. In de zomer van 2024 verliet hij de Tilburgse club. Matoug keerde terug naar VVV waar hij aanvankelijk bij de beloften zou aansluiten. Voor aanvang van de voorbereiding op het seizoen 2024/25 kreeg de middenvelder echter te horen dat hij mocht aansluiten bij de selectie van het eerste elftal om zich te bewijzen in de oefenwedstrijden. Eind juli werd hij samen met Tim Braem door trainer John Lammers definitief overgeheveld naar de hoofdmacht. Daar maakte hij op 10 augustus 2024 tijdens de openingswedstrijd uit bij ADO Den Haag (1-1) zijn officiële debuut. Matoug kwam in de 61e minuut in het veld als vervanger van Lasse Wehmeyer en bekroonde zijn invalbeurt met een assist bij de 1-1 gelijkmaker. De aanvaller kwam in de eerste 17 speelronden tijdens alle competitiewedstrijden in actie, waarvan 11 als basisspeler en werd in december 2024 beloond voor zijn snelle ontwikkeling. Matoug tekende een profcontract dat hem tot 1 juli 2026 aan VVV verbond, met een optie voor een extra seizoen. Op 13 januari 2025 maakte Matoug zijn eerste profgoal tijdens een met 1-4 gewonnen uitwedstrijd bij Vitesse, waarin hij ook met een hamstringblessure uitviel. Bijna twee maanden later maakte hij als invaller zijn rentree in een thuiswedstrijd tegen Jong Ajax (1-0) en was daarin matchwinner dankzij een rake vrije trap.

## Statistieken

### Beloften
| 2020/21                           | Jong PSV        | Eerste divisie  | 1 | 0 | 1 | 0 |
| Totaal beloften                   | Totaal beloften | Totaal beloften | 1 | 0 | 1 | 0 |
| Bijgewerkt tot en met 31 mei 2024 |                 |                 |   |   |   |   |

### Senioren
| Seizoen                        | Club            | Competitie      | Competitie | Competitie | Beker | Beker | Playoffs | Playoffs | Totaal | Totaal |
| Seizoen                        | Club            | Competitie      | Wed.       | Dlp.       | Wed.  | Dlp.  | Wed.     | Dlp.     | Wed.   | Dlp.   |
| ------------------------------ | --------------- | --------------- | ---------- | ---------- | ----- | ----- | -------- | -------- | ------ | ------ |
| 2024/25                        | VVV-Venlo       | Eerste divisie  | 32         | 3          | 1     | 0     | —        | —        | 33     | 3      |
| 2025/26                        | VVV-Venlo       | Eerste divisie  | 2          | 0          | 0     | 0     | —        | —        | 2      | 0      |
| Totaal senioren                | Totaal senioren | Totaal senioren | 34         | 3          | 1     | 0     | 0        | 0        | 35     | 3      |
| Carrièretotaal                 | Carrièretotaal  | Carrièretotaal  | 35         | 3          | 1     | 0     | 0        | 0        | 36     | 3      |
| Bijgewerkt op 16 augustus 2025 |                 |                 |            |            |       |       |          |          |        |        |